# Saghadat Nurmaghambetow

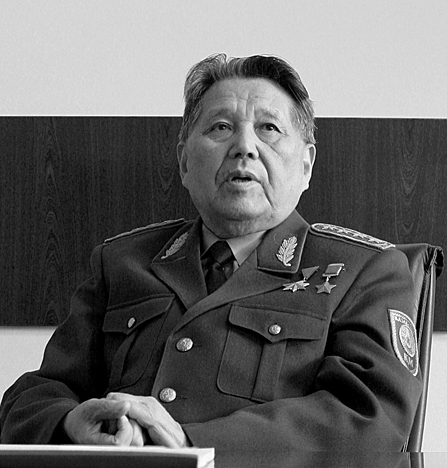
Saghadat Nurmaghambetow (2009)

Saghadat Qoschachmetuly Nurmaghambetow (kasachisch Сағадат Қожахметұлы Нұрмағамбетов, russisch Сагадат Кожахметович Нурмагамбетов; * 25. Mai 1924 in Jengbek, Turkestanische ASSR; † 24. September 2013 in Almaty, Kasachstan) war ein kasachischer Armeegeneral.

## Leben
Saghadat Nurmaghambetow wurde 1924 im Dorf Jengbek in der Turkestanischen ASSR geboren. Er trat 1942 in die Rote Armee ein und erhielt eine Ausbildung in der Maschinengewehr-Schule in Kuschka in der Turkmenischen SSR. Im April 1943 wurde er an die Ostfront in den Krieg geschickt und kämpfte während des Zweiten Weltkrieges im nördlichen Kaukasus, an der 4. Ukrainischen Front und der 1. Weißrussischen Front. Seine Einheit war Teil der 5. Stoßarmee der sowjetischen Streitkräfte, die an der Weichsel-Oder-Operation und der Schlacht um Berlin teilnahm. Am 27. Februar 1945 wurde Nurmaghambetow der Titel Held der Sowjetunion verliehen.
Nach dem Krieg studierte er von Juni 1946 bis November 1949 an der Frunse-Militärakademie in Moskau. Nach seinem Abschluss war er Kommandant eines Infanterieregiments und Inspektor der Führung der Militärschulen. Ab 1951 arbeitete er im Hauptquartier des zentralasiatischen Militärbezirks Turkestan und ab 1954 war er Kommandant eines motorisierten Gardeschützenregiments. Zwischen 1958 und 1961 war er Stabschef des motorisierten Gardeschützenregiments und 1962 wurde er zum Stabschef des Zivilschutzes des Kasachischen SSR ernannt. Von 1969 bis 1981 und nochmals zwischen 1984 und 1989 war er stellvertretender Kommandant der Truppen des zentralasiatischen Militärbezirks. Nach der Auflösung der Sowjetunion wurde er Vorsitzender des kasachischen Veteranenrates.
Nach der Unabhängigkeit Kasachstans wurde Nurmaghambetow im Oktober 1991 von Staatspräsident Nursultan Nasarbajew zum Vorsitzenden des staatlichen Verteidigungskomitees ernannt. Im Mai 1992 wurde er im Kabinett von Sergei Tereschtschenko erster Verteidigungsminister des unabhängigen Kasachstan. Im Oktober 1995 wurde er von Älibek Qassymow als Verteidigungsminister ersetzt und im November schied er aus dem aktiven Militärdienst aus. 1994 erhielt er als Erster die neu geschaffene Auszeichnung Held Kasachstans.
Saghadat Nurmaghambetow starb am 24. September 2013 in Almaty. Er wurde dort auf dem Kensai-Friedhof neben seiner Frau bestattet.

## Familie
Nurmaghambetow war verheiratet und hatte eine Tochter und einen Sohn.

## Auszeichnungen
Auszeichnungen (Auswahl):
- Orden des Roten Banners der Arbeit (1943)
- Orden des Roten Sterns (1943)
- Orden des Vaterländischen Krieges II. Klasse (1944)
- Held der Sowjetunion (1945)
- Leninorden (1945)
- Rotbannerorden (1945)
- Orden der Oktoberrevolution (1945)
- Ehrenzeichen der Sowjetunion
- Orden des Vaterländischen Krieges I. Klasse (1985)
- Orden der Freundschaft (1995)
- Bogdan-Chmelnizki-Orden (2010)